# دووبراوا (ناحیه کاروینا)
دووبراوا (به چکی: Doubrava) یک منطقهٔ مسکونی در جمهوری چک است که در ناحیه کاروینا واقع شده‌است. دووبراوا ۷٫۷۷ کیلومتر مربع مساحت و ۱٬۲۷۳ نفر جمعیت دارد و ۲۳۵ متر بالاتر از سطح دریا واقع شده‌است.